# Gierałcice (Wołczyn)
Gierałcice (deutsch: Jeroltschütz) ist ein Ort der Stadt- und Landgemeinde Wołczyn im Powiat Kluczborski  der Woiwodschaft Opole in Polen. Ortsteile von Gierałcice sind Weiler Dębniak und Gierałcice Małe.

## Geographie
Gierałcice liegt rund drei Kilometer südlich von Wołczyn, 14 Kilometer westlich von Kluczbork (Kreuzburg) und 46 Kilometer nordöstlich von Opole (Oppeln).
Nachbarorte von Gierałcice sind im Norden Wołczyn (Konstadt), im Südosten Markotów Duży (Margsdorf), im Süden Wierzchy (Wierschy), im Westen Dziedzice (Dziedzitz) und im Südwesten Wąsice (Wundschütz).

## Geschichte

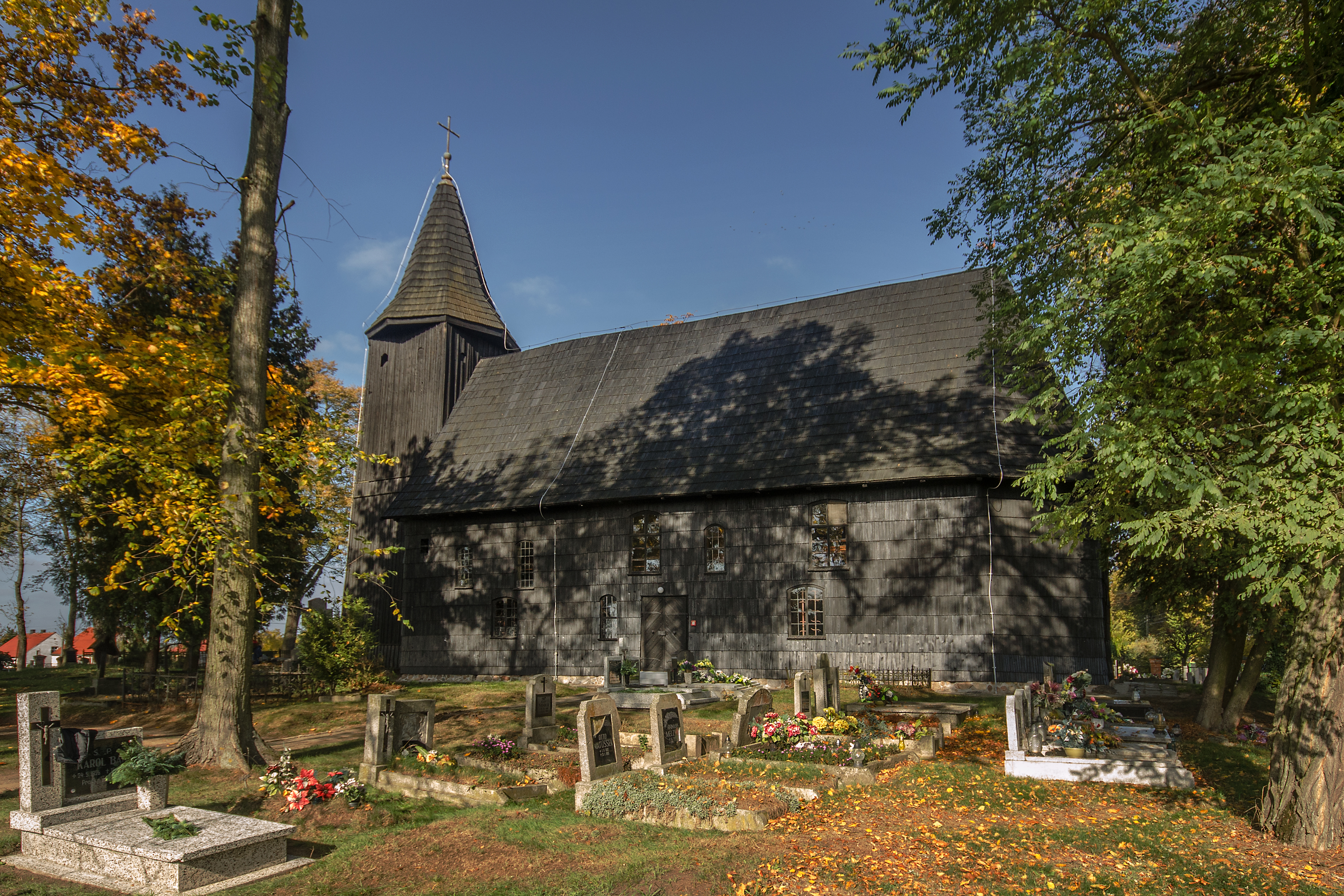
Evangelische Schrotholzkirche

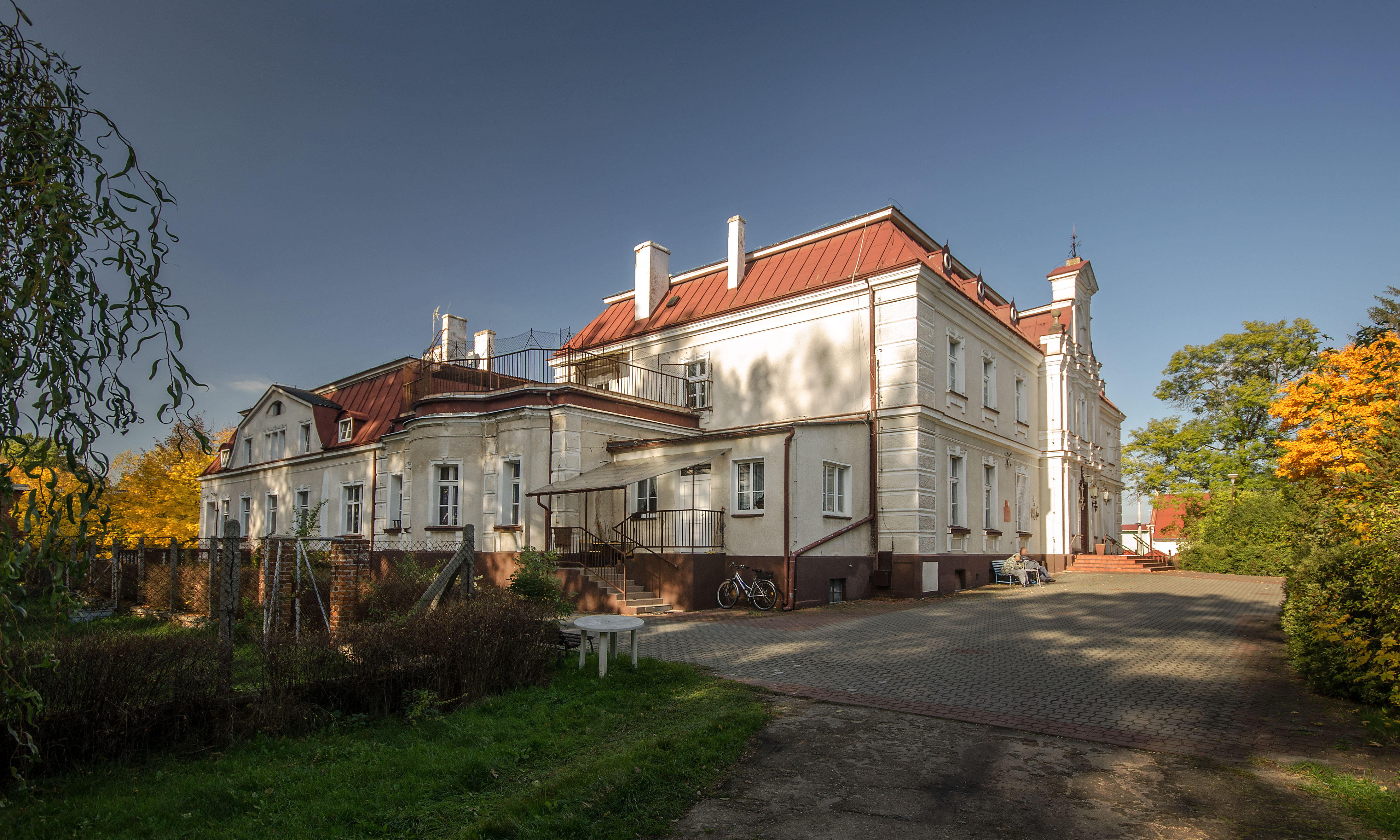
Schloss Jerolschütz

Im 15. Jahrhundert wurde in Jeroltschütz eine Kapelle errichtet, die zu Beginn des 17. Jahrhunderts zu einer Kirche erweitert wurde.
1845 bestand das Dorf aus einem Schloss, einer evangelischen Kirche und weiteren 23 Häusern. Damals lebten in Jeroltschütz 240 Einwohner, davon 81 katholisch und einer jüdisch. 1874 wurde der Amtsbezirk Jeroltschütz gebildet. Erster Amtsvorsteher war der Wirtschaftsinspektor Gustav Brand.
1933 lebten in Jeroltschütz 634 Einwohner, 1939 waren es 584 Einwohner. Bis 1945 gehörte das Dorf zum Landkreis Kreuzburg O.S.
Als Folge des Zweiten Weltkriegs fiel Jeroltschütz 1945 mit dem größten Teil Schlesiens an Polen. Nachfolgend wurde es in Gierałcice umbenannt und der Woiwodschaft Schlesien angeschlossen. 1950 wurde es der Woiwodschaft Opole eingegliedert. Seit 1999 gehört es zum neu gegründeten Powiat Kluczborski (Kreis Kreuzburg).

## Sehenswürdigkeiten
- Im 15. Jahrhundert wurde eine Schrotholzkirche errichtet, die zunächst als die Grabkapelle des Adelsgeschlechts Gierałtowski diente. Während der Reformation wurde das Gotteshaus von evangelischen Gläubigen genutzt. 1617 wurde die ursprüngliche Kapelle zu einer Kirche erweitert. Weitere Umbauten an der Kirche erfolgten in den Jahren 1694, 1822–1823 und 1889. Die Saalkirche mit einem mehrseitig geschlossenen Chor, Schindeldach, quadratischem Westturm und Deckenmalereien in der Sakristei steht seit 1953 unter Denkmalschutz.[5] befinden sich Deckenmalereien aus der Spätrenaissance. Der Kanzelaltar wurde 1822 im Rokokostil errichtet.
- Das Schloss Jerolschütz wurde Ende des 19. Jahrhunderts im Stil des Neubarock erbaut. 1910 wurde der zweistöckige Bau um einen Südflügel erweitert. Südlich grenzt das Schloss an einen Landschaftspark aus dem 18. Jahrhundert an, in dem sich u. a. 300 Jahre alte Eichen. Die Wirtschaftsgebäude mit Getreidespeicher, Stall und Scheune liegen nördlich des Schlosses.[6]

## Sohn des Ortes
- Hans Adam von Studnitz (1711–1788), Oberhofmarschall des Herzogs von Sachsen-Gotha-Altenburg und Intendant des Gothaer Ekhof-Theaters